# Os Dedinhos
Os Dedinhos é o álbum de estreia da apresentadora e cantora Eliana, lançado pela gravadora BMG-Ariola (atualmente Sony Music Brasil) em 1993. O álbum marcou o início de sua carreira solo após sua passagem pelo grupo musical A Patotinha e pelo grupo de música pop Banana Split.
Eliana ganhou destaque na televisão ao apresentar o Sessão Desenho no SBT, onde surgiu a ideia da canção "Os Dedinhos", que rapidamente se tornou um grande sucesso entre o público infantil. O álbum, produzido por renomados profissionais da indústria musical brasileira, conta com dez faixas, incluindo músicas inéditas e clássicos infantis. 
O sucesso comercial de Os Dedinhos rendeu a Eliana um disco de ouro pela Associação Brasileira dos Produtores de Discos (ABPD) e consolidou sua carreira musical com vendas que ultrapassaram 300 mil cópias.

## Antecedentes
A carreira fonográfica de Eliana começou em 1986, aos treze anos de idade, quando foi escolhida para integrar o grupo musical A Patotinha, onde ficou quatro anos e com bastante sucesso. Em 1990, aos dezessete anos, foi convidada por Gugu Liberato para integrar o grupo de música pop Banana Split, grande sucesso da época.
Ao ingressar no canal de televisão SBT Eliana foi escalada para apresentar o Sessão Desenho. Suas aparições no programa não duravam mais de vinte minutos, e devido aos recursos limitados, a apresentadora passou a usar a sua criatividade durante o programa, até que surgiu a ideia de compor uma música que pudesse dançar com as mãos (durante o programa a apresentadora somente aparecida da cintura para cima). Em vez de inventar algo novo, relançou uma canção que já era uma velha conhecida do público: "Os Dedinhos". O sucesso da canção conduziu a gravação de seu primeiro disco. Em sua coluna no jornal Tribuna da Imprensa, datada de 8 de janeiro de 1993, o jornalista Ferreira Netto informou que a cantora estava prestes a lançar o seu primeiro álbum solo, após negociações com a gravadora BMG-Ariola.

## Produção e gravação
O álbum foi produzido por nomes conhecidos da indústria fonográfica brasileira. A produção artística foi coordenada por João Plinta. As gravações ocorreram no Estúdio Phoenix (24 canais), no Rio de Janeiro, contando com a expertise dos técnicos Marcelo, Gugú e Tiano, que também foi responsável pela mixagem.
Os arranjos musicais ficaram a cargo de José Paulo Soares, com programação digital feita por Paulo José Soares. Os teclados Roland foram tocados por José Fernandes Neto. O álbum contou com um coro dividido em dois grupos: o coro adulto, composto por Angela, Silvinha e Ringo, e o coro infantil, formado por Grace, Dionne, Valéria e Vanessa.
No que tange a parte gráfica do álbum (capa, contracapa e encarte), foi desenvolvida por Nelson E. Santos (Pincel), que cuidou da criação e produção gráfica. A arte ficou a cargo de Lastake Fassimoto e Marcos Monteiro, e a fotografia foi realizada por João Delbúcio-Grafix.

### Canções
A lista de faixas é formada por dez canções, quatro delas são músicas infantis de domínio público e conhecidas pelos brasileiros.
Entre as músicas inéditas está "Rebu no Pomar do Japonês", uma composição de Marco Antônio Possato, que utiliza como sample um tema oriental composto por Thomas Comer, incluído na peça de 1847 The Grand Chinese Spectacle of Aladdin (também conhecida como The Wonderful Lamp).
A música "Amiga" (faixa de número 6 do CD) foi escolhida como tema de abertura da telenovela juvenil mexicana Muchachitas, produzida pela Televisa, e exibida pelo SBT entre 2 de março e 31 de maio de 1993, com o título de Garotas Bonitas.

## Lançamento e divulgação
O álbum foi lançado nos três formatos vigentes da época: Disco de vinil (LP), Fita cassete (K7), e Compact disc (CD).

## Singles
A faixa "Os Dedinhos" foi o único single a ser lançado em formato físico, com distribuição exclusiva pela marca de refrigerantes Fanta. Escrita pela própria apresentadora, utilizando a melodia de Frère Jacques, ela se tornou um hit na década de 90, sendo lançada antes do álbum, também em 1993. A letra da canção repete os nomes e funções de cada dedo das mãos.

## Desempenho comercial
A Associação Brasileira dos Produtores de Discos (ABPD) o certificou como disco de ouro após auditar vendas de 100 mil cópias levadas as lojas. Em dezembro de 1993, a cantora recebeu o prêmio das mãos do renomado arquiteto brasileiro Oscar Niemeyer.
Estima-se que as vendas de Os Dedinhos superaram 300 mil cópias, o que o torna elegível a um disco de platina no Brasil.

## Lista de faixas
- Créditos adaptados do encarte do LP Os Dedinhos, de 1993.[7]

| N.º            | Título                                       | Compositor(es)                   | Duração |  |
| 1.             | "Os Dedinhos"                                | João Walter Plinta               | 2:03    |  |
| 2.             | "Fui Morar Numa Casinha/Bata Palmas"         | Domínio Público                  | 2:02    |  |
| 3.             | "O Sapo Não Lava o Pé/Do-Ré-Mi-Fá-Sol-Lá-Si" | Domínio Público                  | 4:15    |  |
| 4.             | "Os Sentidos/O Jipe do Padre"                | Delber, Vanessa, Domínio Público | 2:42    |  |
| 5.             | "A Dona Aranha/Os Indiozinhos"               | Domínio Público                  | 3:41    |  |
| 6.             | "Amiga"                                      | Plinta                           | 1:58    |  |
| 7.             | "Era uma Vez"                                | Renato Barbosa                   | 2:17    |  |
| 8.             | "Direito de Sonhar"                          | Marcos Pagé, Paulo Góes          | 2:24    |  |
| 9.             | "Abacadabra"                                 | Junior Mendes, Paulo Imperial    | 2:54    |  |
| 10.            | "Rebu no Pomar do Japonês"                   | Marcos Antônio Possato           | 3:28    |  |
| Duração total: | Duração total:                               | Duração total:                   | 27:44   |  |

## Certificações e vendas
| Região                                              | Certificação | Vendas   |
| --------------------------------------------------- | ------------ | -------- |
| Brasil (Pro-Música Brasil)                          | Ouro         | 300,000* |
| *números de vendas baseados somente na certificação |              |          |